# Ms. Koizumi Loves Ramen Noodles
Ms. Koizumi Loves Ramen Noodles (ラーメン大好き小泉さん?, Rāmen daisuki Koizumi-san, lett. "La grande amante di ramen Koizumi") è un manga scritto e disegnato da Naru Narumi, serializzato sul Manga Life Storia di Takeshobo dal 30 settembre 2013. Un adattamento live action è stato trasmesso nel 2015, mentre un adattamento anime, coprodotto da Studio Gokumi e AXsiZ, è stato trasmesso in Giappone tra il 4 gennaio e il 22 marzo 2018.

## Personaggi
Koizumi (小泉?)
Yū Ōsawa (大澤 悠?, Ōsawa Yū)
Misa Nakamura (中村 美沙?, Nakamura Misa)
Jun Takahashi (高橋 潤?, Takahashi Jun)
Shū Ōsawa (大澤 修?, Ōsawa Shū)
Ayane Ōsawa (大澤 絢音?, Ōsawa Ayane)

## Media

### Manga
Il manga, scritto e disegnato da Naru Narumi, ha iniziato la serializzazione sulla rivista Manga Life Storia di Takeshobo il 30 settembre 2013. Il primo volume tankōbon è stato pubblicato il 7 ottobre 2014 e al 11 luglio 2023 ne sono stati messi in vendita in tutto undici. La serie è pubblicata anche in taiwanese da Kadokawa Taiwan Corporation.

#### Volumi
| Nº | Data di prima pubblicazione | Data di prima pubblicazione | Data di prima pubblicazione |
| Nº | Giapponese                  | Giapponese                  |                             |
| -- | --------------------------- | --------------------------- | --------------------------- |
| 1  | 7 ottobre 2014              | ISBN 978-4-8124-8798-3      |                             |
| 2  | 14 febbraio 2015            | ISBN 978-4-8019-5084-9      |                             |
| 3  | 7 ottobre 2015              | ISBN 978-4-8019-5361-1      |                             |
| 4  | 17 giugno 2016              | ISBN 978-4-8019-5559-2      |                             |
| 5  | 30 marzo 2017               | ISBN 978-4-8019-5797-8      |                             |
| 6  | 30 gennaio 2018             | ISBN 978-4-80-196166-1      |                             |
| 7  | 30 novembre 2018            | ISBN 978-4-80-196453-2      |                             |
| 8  | 30 settembre 2019           | ISBN 978-4-80-196752-6      |                             |
| 9  | 28 agosto 2020              | ISBN 978-4-80-197041-0      |                             |
| 10 | 30 settembre 2021           | ISBN 978-4-80-197418-0      |                             |
| 11 | 11 luglio 2023              | ISBN 978-4-80-198090-7      |                             |

### Live action
Un dorama di quattro episodi basato sulla serie, prodotto da Kyodo Television e diretto da Tsukuru Matsuki, è andato in onda su Fuji TV dal 27 giugno al 18 luglio 2015. Il ruolo della protagonista Koizumi è interpretato da Akari Hayami. Due special per il nuovo anno sono stati trasmessi rispettivamente a gennaio e dicembre 2016. La sigla dello show è Ramen daisuki Koizumi-san no uta (ラーメン大好き小泉さんの唄? lett. "La canzone della grande amante di ramen Koizumi") del gruppo di idol Kobushi Factory.

### Anime
Un adattamento anime, coprodotto da Studio Gokumi e AXsiZ e diretto da Kenji Seto, è andato in onda dal 4 gennaio al 22 marzo 2018. La composizione della serie è a cura di Tatsuya Takahashi, mentre la colonna sonora è stata composta da Takashi Tanaka e Shin'ichi Hosono. Le sigle di apertura e chiusura sono rispettivamente Feeling Around di Minori Suzuki e Love Men Holic di Shiena Nishizawa. In tutto il mondo, ad eccezione dell'Asia, gli episodi sono stati trasmessi in streaming in simulcast, anche coi sottotitoli in lingua italiana, da Crunchyroll.

#### Episodi
| Nº | Titolo italiano Giapponese 「Kanji」 - Rōmaji | In onda          | In onda |
| Nº | Titolo italiano Giapponese 「Kanji」 - Rōmaji | Giapponese       |         |
| 1  | Verdure extra e olio all'aglio piccante 「ヤサイマシニンニクカラメ」 - Yasaimashi ninniku karameIl mayu 「まーゆ」 - MāyuDenso e cremoso 「こってり」 - Kotteri                | 4 gennaio 2018   |         |
| 2  | Polo Nord 「北極」 - HokkyokuKo-Ko-Ko-Ko-Koizumi 「コココココイズミサン」 - Kokokokokoizumi-san                                                                                | 11 gennaio 2018  |         |
| 3  | Saimin (ramen all'hawaiiana) 「サイミン」 - SaiminPostazioni per la degustazione 「味集中カウンター」 - Aji shūchū kauntāRamen istantanei 「即席麺」 - Sokuseki men            | 18 gennaio 2018  |         |
| 4  | Ristorante all'occidentale 「ようしょくてん」 - Yōshoku-tenRosso o bianco 「赤or白」 - Aka or shiroConbini 「コンビニ」 - Konbini                                              | 25 gennaio 2018  |         |
| 5  | Ramen al pomodoro 「トマトラーメン」 - Tomato rāmenEuglena 「ミドリムシ」 - Midori mushiLa fila 「行列」 - Gyōretsu                                                            | 1º febbraio 2018 |         |
| 6  | Ramen mattutini 「朝ラーメン」 - Asa rāmenRamen freddi 「冷やし」 - HiyashiIl museo dei ramen 「博物館」 - Hakubutsukan                                                        | 8 febbraio 2018  |         |
| 7  | In tutto il Paese 「全国」 - Zenkoku | 15 febbraio 2018 |         |
| 8  | Ramen regionali nel sacchetto 「ご当地袋麺」 - Gotōji fukuromenIe-kei 「家系」 - Iekei                                                                                         | 22 febbraio 2018 |         |
| 9  | La montagna 「山」 - YamaButayaro 「豚野郎」 - Buta yarōIl grasso del maiale 「背脂」 - Seabura                                                                                | 1º marzo 2018    |         |
| 10 | Ramen dal gusto inesplorato 「未知味の拉麺」 - Michi aji no rāmenRamen rotanti 「まわるラーメン」 - Mawaru rāmenSi accettano sfide! 「挑戦受付中！！」 - Chōsen uketsuke-chū!! | 8 marzo 2018     |         |
| 11 | Dei ramen deliziosi 「おいしいラーメン」 - Oishii rāmenOsaka 「大阪」 - Ōsaka                                                                                                  | 15 marzo 2018    |         |
| 12 | Nagoya 「名古屋」 - NagoyaRitrovarsi 「再会」 - Saikai | 22 marzo 2018    |         |

## Accoglienza
Al marzo 2017 i primi quattro volumi del manga hanno venduto oltre 840 000 copie in Giappone.